# Santa Maria la Rodona
Santa Maria la Rodona és una antiga església romànica actualment desapareguda que pren el seu nom de la seva planta circular. Les restes arqueològiques de l'església de Santa Maria la Rodona estan emplaçades a la part baixa del nucli antic de Vic, davant mateix de l'edifici de la catedral. La zona és actualment una plaça pública que s'originà precisament a partir de l seu enderroc. L'emplaçament de l'església omplia doncs l'actual plaça de la catedral, quedava a quaranta pams de la façana d'aquesta i a uns vint de l'actual façana de les Beates (actualment, l'escola Dominiques Vic). Al seu entorn s'estenia el cementiri de la ciutat, el qual romangué fins a principis del segle xix.
L'església de Santa Maria de Vic és la més gran en comparació amb la resta d'edificis d'aquesta tipologia existents a Catalunya. Els 10,50 metres de diàmetre que presenta la nau només són comparables amb el diàmetre de l'antiga església de la Trinitat de Cuixà, construïda l'any 1046 pel mateix bisbe i abat Oliba, que amb un diàmetre de 9,65 metres és fins i tot lleugerament més petita que la de Santa Maria de Vic.

## Síntesi histórica
Els inicis històrics de l'església de Santa Maria la Rodona es remunten al segle ix, quan el bisbe Gotmar s'apressà a construir els edificis de la seu, a la part baixa de la ciutat, assignada pel comte Guifré. El conjunt comprengué tres esglésies segons la normativa de l'època: la de Sant Pere, la de Santa Maria i la de Sant Miquel. Aquest edifici fou reformat posteriorment el 1038 per l'Abat Oliba en el segle xi convertint-lo en una església de planta circular amb una capçalera semicircular diferenciada. Aquesta església va subsistir fins que a mitjans del segle xii i sota els auspicis del canonge Guillem Bonfill es va enderrocar i construir totalment de nou. La nova església circunvalava la primitiva mantenint planta circular amb un diàmetre superior i sense presentar cap capçalera semicircular diferenciada. La renovació durà més de 40 anys i la nova església fou consagrada per Pere de Redorta l'any 1180. L'arquitectura de l'església era de planta circular rematada en cúpula que servia com a base a la torre del campanar. L'església fou reformada els segles xvi i xvii però finalment fou enderrocada vers l'any 1787, amb motiu de la construcció de la nova catedral neoclàssica, que suposà la desaparició de dos dels edificis més emblemàtics de la ciutat: la catedral romànica de Sant Pere i l'església de Santa Maria.
L'any 1998, davant l'existència d'un projecte de remodelació de la plaça, es realitzà una campanya de sondejos arqueològics que certificà i corroborà l'existència de restes de l'església de Santa Maria al subsòl de la plaça. Quan la plaça es va remodelar es va realitzar una excavació exhaustiva de les restes de l'església.